# NGC 2232
NGC 2232 (другое обозначение — OCL 545) — рассеянное скопление в созвездии Единорога.
Этот объект входит в число перечисленных в оригинальной редакции «Нового общего каталога».
Возраст границы истощения лития в скоплении составляет около 38 ± 2 миллионов лет.
Скопление NGC 2232 (вместе со скоплением NGC 2219) было использовано как пример звёздного поля для корректировки оцифрованных астронегативов в проекте ФОН («Фотометрический обзор неба»).